# Police fédérale, Los Angeles
Pour plus de détails, voir Fiche technique et Distribution.
Police fédérale, Los Angeles (To Live and Die in L.A.) est un film américain réalisé par William Friedkin, sorti en 1985. Adaptation cinématographique du roman du même nom de Gerald Petievich, dont il a co-écrit le scénario avec Friedkin, le long-métrage narre l'histoire d'un agent des services secrets américains qui est prêt à basculer dans l'illégalité avec un nouveau coéquipier pour coincer un faux-monnayeur responsable du meurtre de son ami et collègue.
Le film met en scène William Petersen, Willem Dafoe et John Pankow dans les rôles principaux. Les personnages notables sont incarnés par Debra Feuer, Dean Stockwell, Darlanne Fluegel et John Turturro. 
Le film suit Richard Chance qui travaille pour les services secrets américains. Le jour où son coéquipier Jimmy Hart est abattu alors qu'il menait une opération en solo pour coincer le faussaire Rick Masters, Chance, obsédé à l'idée de se venger, décide de monter un coup tordu des plus illégaux avant l'arrivée de son nouveau coéquipier, John Vukovich, en braquant un convoyeur de fonds… qui s'avère être un agent du FBI infiltré et qui est abattu accidentellement. Obstiné, Chance continue à tendre son piège autour de Masters, malgré le déluge de violence qui s'abat autour de lui.
Tourné avec un budget modeste de six millions de dollars avec des acteurs relativement inconnus au moment de la production et une équipe technique pouvant travailler très vite, Police fédérale, Los Angeles sort en salles le 1er novembre 1985 sur le territoire américain et obtient initialement un accueil critique mitigé et un succès commercial modeste avec plus de 17 millions de dollars engrangées au box-office. Au fil des années, le film est largement salué par la critique, le considérant comme l'un des meilleurs polars jamais réalisés, et est devenu une œuvre majeure dans la filmographie de Friedkin.

## Synopsis
Agents des services secrets américains, Richard Chance et son ami Jim Hart sont affectés à Los Angeles dans le service des contrefaçons, où ils traquent Rick Masters, un faux-monnayeur qui nargue les autorités. Chance a la réputation d'avoir un comportement imprudent, tandis que Hart est à l'approche de la retraite. Un jour, Hart se rend seul dans un entrepôt qui servirait d'imprimerie pour les activités illégales de Masters, avant d'être repéré par ce dernier et son garde du corps, Jack, qui l'abat de sang-froid. Choqué, Chance est déterminé à venger le meurtre de son ami. Le patron de Chance lui adjoint un nouveau partenaire, l'intègre John Vukovich, avec lequel il réussit à s'entendre. Cody, le passeur de faux billets de Masters est repéré par les deux hommes en tentant de prendre l'avion, il est arrêté. Masters lui rend visite en prison et tente de le faire libérer par son avocat, Bob Grimes, qui ne pourra cependant beaucoup réduire sa peine. Masters prend la décision de faire tuer Cody en prison par des hommes de main.
Les deux agents tentent d'obtenir ensuite des informations sur Masters en mettant un de ses associés criminels, l'avocat Max Waxman, sous surveillance; qui a dérobé 40 000 $ en prétendant ne jamais avoir été livré. Masters lui rend visite pour récupérer l'argent, les deux hommes se battent. Vukovich s'endort pendant la surveillance et, par conséquent, ils ne parviennent pas à attraper Masters en train d'assassiner Waxman. Chance vole un carnet sur la scène du crime récupéré chez Waxman, qui contient des notes incriminant Masters et son adjoint accepte de fermer les yeux. Pour faire tomber Masters, Chance fait libérer Cody de prison, qui refuse de dénoncer Masters mais sait que ses jours sont comptés s'il reste. Sorti de prison, il demande à aller voir sa fille à l'hôpital, fausse compagnie à Chance, alors que le juge qui avait signé sa libération avait engagé la responsabilité de Chance s'il arrivait quelque chose.
Chance devient de plus en plus téméraire et contraire à l'éthique dans ses efforts pour attraper Masters, et se fie à sa relation avec Ruth, une libérée conditionnelle qui lui sert d'indic, Vukovich voit un artiste peintre qui lui dit où Masters avait son atelier qui lui servait de couverture, où il fabrique sans doute ses faux billets. Puis il rencontre en privé Grimes, qui déclare en avoir assez de Masters et de sa cruauté. En toute discrétion pour ne pas ruiner sa pratique juridique, Grimes accepte d'organiser une réunion entre son client et les deux agents, qui se font passer pour des banquiers de Palm Springs ayant besoin d'1 million de $ en faux billets pour un client new-yorkais. Mais Masters se méfie, sent qu'ils sont des flics, accepte de jouer le jeu et exige 30 000 $ en argent comptant, ce qui est trois fois la limite autorisée par le service des contrefaçons pour acheter de la fausse monnaie.
Coincés, pour obtenir de l'argent, Chance persuade Vukovich de l'aider à voler Thomas Ling, un trafiquant dont Ruth lui a dit qu'il apportait 50 000 $ en espèces pour acheter des diamants volés. Chance et Vukovich interceptent Ling à la gare Union Station et saisissent l'argent dans une zone industrielle. Des hommes mystérieux les suivent et, ayant vu Chance et Vukovich en train de voler Ling, ouvrent le feu. Ling est abattu. Tentant de s'enfuir en voiture, Chance et Vukovich se retrouvent pris dans une course-poursuite à travers les entrepôts, les autoroutes puis l'un des canaux de dérivation de la ville qui permettent de contrôler les inondations, avant de parvenir à leur échapper à contre-sens sur l'autoroute, provoquant un embouteillage monstre et plusieurs accidents. Le lendemain, à la fin de leur briefing quotidien, leur chef lit un bulletin du FBI annonçant que Ling était un agent secret, a été enlevé, délesté des fonds qu'il transportait et assassiné lors d'une opération sous couverture. Seule une description générique des agresseurs et de leur véhicule est donnée. Vukovich, submergé par la culpabilité, commence à paniquer tandis que Chance conserve son sang-froid et se concentre uniquement sur l'arrestation de Masters. Incapable de persuader Chance de clarifier leur rôle dans la mort de Ling, Vukovich rencontre Grimes, qui lui conseille de se rendre et de témoigner contre Chance en échange d'une peine plus légère. Vukovich refuse d'impliquer son partenaire. Chance retrouve la trace de Cody et l'arrête.
Chance et Vukovich rencontrent Masters pour l'échange. Après avoir rapidement examiné les faux billets, les agents, au moment de payer Masters tentent de l'arrêter avec son compère Jack, mais celui-ci et Chance s’entre-tuent tandis que Masters s'échappe. Vukovich le pourchasse et le retrouve dans son atelier, auquel Masters a mis le feu à tout ce qu'il y avait à l'intérieur, détruisant toutes les preuves. Masters demande d'abord à Vukovich pourquoi il n'a pas suivi les conseils de Grimes pour livrer son partenaire, révélant que Grimes travaillait pour le compte de Masters depuis le début. Vukovich, d'abord stupéfait par la révélation, frappe violemment Masters mais relâche sa garde. Masters assomme alors Vukovich. Il recouvre ensuite Vukovich de papier déchiqueté auquel il va mettre le feu lorsque Vukovich reprend conscience et abat mortellement Masters, qui s'est accidentellement aspergé de produits inflammables et brûle vif.
Vukovich rend visite à Ruth alors qu'elle fait ses bagages pour quitter Los Angeles. Il mentionne la mort de Chance, déduisant qu'elle savait depuis le début que Ling était un agent du FBI. Il sait aussi que Chance lui a laissé l'argent restant que le gouvernement veut maintenant récupérer, mais Ruth dit qu'elle en avait besoin pour payer les dettes qu'elle avait. Vukovich lui dit qu'elle va désormais travailler pour lui.

## Fiche technique
- Titre français : Police fédérale, Los Angeles
- Titre original : To Live and Die in L.A.
- Réalisation : William Friedkin
- Scénario : William Friedkin et Gerald Petievich, d'après son roman Voir Los Angeles et mourir
- Photographie : Robby Müller
- Distribution des rôles : Robert Weiner
- Direction artistique : Buddy Cone
- Décors : Lilly Kilvert (en)
  - Décors de plateau : Cricket Rowland
- Costumes : Linda M. Bass
- Montage : M. Scott Smith
- Musique : Wang Chung
- Production : Irving H. Levin
  - Coproduction : Bud S. Smith (en)
  - Production exécutive : Samuel Schulman
- Sociétés de production : SLM Production Group, New Century Productions et United Artists
- Sociétés de distribution : MGM/UA Distribution Company (États-Unis), Cinema International Corporation (France)
- Budget : 6 000 000 $[3]
- Pays d'origine :  États-Unis
- Langue originale : anglais
- Format : Couleurs – 35 mm – 1,85:1 — Son Dolby
- Genre : policier
- Durée : 116 minutes
- Date de sortie : 
  - États-Unis : 1er novembre 1985
  - France : 7 mai 1986, ressortie le 4 janvier 2017
- Classification : R (Restricted) (États-Unis), tous publics[4] (France)

## Distribution
- William Petersen (VF : Patrick Poivey) : Richard Chance
- Willem Dafoe (VF : Gérard Dessalles) : Eric « Rick » Masters
- John Pankow (VF : Jean-François Vlérick) : John Vukovich
- Debra Feuer (VF : Marie-Christine Darah) : Bianca Torres
- John Turturro (VF : Michel Mella) : Carl Cody
- Darlanne Fluegel (VF : Françoise Dorner) : Ruth Lanier
- Dean Stockwell (VF : Michel Paulin) : Bob Grimes, l'avocat de Masters
- Steve James (VF : Sady Rebbot) : Jeff Rice
- Michael Greene (en) (VF : Michel Bardinet) : Jimmy Hart
- Robert Downey Sr. (VF : William Sabatier) : Thomas Bateman
- Christopher Allport (VF : Michel Bedetti) : Max Waxman
- Jack Hoar (VF : Daniel Russo) : Jack, l'homme de main de Masters
- Valentin De Vargas (VF : Jean-Claude Balard) : le juge Filo Cedillo
- Dwier Brown (VF : Jacques Bouanich) : le docteur
- Michael Chong : Thomas Ling
- Jackely Giroux : Claudia Seith
- Michael Zand : le terroriste
- Anne Betancourt : l'infirmière

## Production
William Friedkin décide de tourner son film avec une équipe composée de personnes pouvant travailler très vite, dont la plupart sont non syndiqués, comme le directeur de la photographique néerlandais Robby Müller.
Le tournage a lieu en Californie, notamment à Los Angeles (San Pedro, Lake Los Angeles, Terminal Island Freeway, Santa Monica Boulevard, Downtown Los Angeles, Wilmington, Century City), Beverly Hills, Malibu, Pasadena, Santa Monica, San Luis Obispo, Palmdale, Lancaster.
Dans la scène où Chance court après Carl Cody dans un terminal d'aéroport a été tournée dans le terminal Bradley de l'Aéroport international de Los Angeles. Les autorités locales avaient interdit à l'équipe que William L. Petersen coure sur la partie haute du tapis roulant. L'acteur décide cependant de braver cet interdit pour donner plus d'intensité à la scène.

## Bande originale
Albums de Wang Chung
Points on the Curve
(1984) Mosaic
(1986)
Singles
1. To Live and Die in L.A.
Sortie : 25 septembre 1985
2. Wake Up, Stop Dreaming
Sortie : décembre 1985

La bande originale est l’œuvre du groupe britannique new wave Wang Chung. Le réalisateur avait été séduit par leur album, comme l'explique Jack Hues : « William Friedkin a découvert Wang Chung au moment où il a acheté notre album Points On The Curve. Il aimait particulièrement le titre Wait, à cause de son tempo rapide - très rapide pour l’époque - et de son orchestration dramatique. Il pensait d’abord utiliser Wait de manière partielle, en le laissant tourner lors d’une scène, afin de créer une certaine atmosphère. Puis il s’est rendu compte que cette musique était celle qu'il voulait sur tout le film. C’était courageux de le faire à ce moment-là, où le cinéma et la musique pop n'avaient quasiment jamais réussi à cohabiter de manière harmonieuse. On pouvait trouver quelques chansons pop dans les films, mais on demandait rarement aux groupes de créer une bande originale entière. Billy avait déjà fait cela auparavant, quand il a par exemple demandé à Tangerine Dream de s'occuper de la bande originale de Le Convoi de la peur ou qu'il a utilisé le morceau Tubular Bells de Mike Oldfield dans L'Exorciste ».
Le premier single est la chanson To Live and Die in L.A. Pourtant, initialement, William Friedkin ne voulait absolument pas d'une chanson-thème, comme le raconte Jack Hues : « Billy était catégorique : « Ce que je ne veux pas c’est une chanson intitulée “To Live and Die in L.A.” ! » Mais on l'a quand même fait et Billy nous a appelé pour nous dire combien il était emballé par le morceau. Sans internet à l'époque, il était très difficile d’échanger rapidement des idées, nous travaillions donc chacun de notre côté mais, comme je te l'ai dit, nous avons eu une connexion intuitive assez forte. Et quand nous avons vu le premier montage du film à Los Angeles, ça nous a mis une véritable claque. C’était tellement excitant ! »

### Liste des titres
| Face A - vocal | Face A - vocal                                                 | Face A - vocal | Face A - vocal | Face A - vocal | Face A - vocal | Face A - vocal | Face A - vocal | Face A - vocal | Face A - vocal |
| No             | Titre                                                          | Durée          |                |                |                |                |                |                |                |
| -------------- | -------------------------------------------------------------- | -------------- | -------------- | -------------- | -------------- | -------------- | -------------- | -------------- | -------------- |
| 1.             | To Live and Die in L.A. (produit par Tony Swain, Steve Jolley) | 4:53           |                |                |                |                |                |                |                |
| 2.             | Lullaby                                                        | 4:43           |                |                |                |                |                |                |                |
| 3.             | Wake Up, Stop Dreaming (Wang Chung, David Motion)              | 4:35           |                |                |                |                |                |                |                |
| 4.             | Wait (Chris Hughes, Ross Cullum)                               | 4:26           |                |                |                |                |                |                |                |
| 18:37          |                                                                |                |                |                |                |                |                |                |                |

| Face B - instrumental | Face B - instrumental | Face B - instrumental | Face B - instrumental | Face B - instrumental | Face B - instrumental | Face B - instrumental | Face B - instrumental | Face B - instrumental | Face B - instrumental |
| No                    | Titre                 | Durée                 |                       |                       |                       |                       |                       |                       |                       |
| --------------------- | --------------------- | --------------------- | --------------------- | --------------------- | --------------------- | --------------------- | --------------------- | --------------------- | --------------------- |
| 1.                    | City of the Angels    | 9:17                  |                       |                       |                       |                       |                       |                       |                       |
| 2.                    | The Red Stare         | 3:11                  |                       |                       |                       |                       |                       |                       |                       |
| 3.                    | Black–Blue–White      | 2:23                  |                       |                       |                       |                       |                       |                       |                       |
| 4.                    | Every Big City        | 5:09                  |                       |                       |                       |                       |                       |                       |                       |
| 20:00                 |                       |                       |                       |                       |                       |                       |                       |                       |                       |

## Sortie et accueil

### Box-office
Tourné pour un budget de 6 millions de dollars, Police fédérale Los Angeles sort dans les salles américaines début novembre 1985 dans 1 135 salles et rapporte 4 875 839 $ de recettes lors de son premier week-end d'exploitation, faisant relativement mieux que le précédent film de William Friedkin, Le Coup du siècle, qui n'avait que totalisé 3 520 605 $ en week-end d'ouverture. Après huit semaines d'exploitation, le film finit avec 17 307 019 $. Sans pour autant être un énorme succès commercial, le film a bien fonctionné au box-office.
En France, le film connaît un impact limité au box-office avec 276 109 entrées. Pour sa ressortie, le long-métrage totalise 5 619 entrées.

## Autour du film
Police fédérale marque l'apogée du style très énergique de William Friedkin, qui réitère ici certains tours de force de French Connection (la scène de poursuite sur autoroute, par exemple) en s'appropriant une esthétique rappelant le style des années 1980. Filmé dans un style branché, souligné par une musique tonitruante de boîte de nuit (par Wang Chung), donnant la part belle à un Los Angeles tout en néons et en terrains vagues, le film est un polar qui joue sans cesse autour des notions de bien et de mal.
William Friedkin déclara d'ailleurs à propos de ce film : « Je ne me suis jamais senti aussi confiant ou inventif que lorsque j'ai fait Police fédérale, Los Angeles […]. Tout semblait couler de source ».
Thomas D. Clagett, auteur d'un ouvrage sur Friedkin, souligne la façon dont le réalisateur joue avec les apparences sur ce film : « Lorsque Chance saute du pont, on dirait qu'il se suicide avant que l'on ne voie l'élastique accroché à sa jambe. Quand Masters retrouve sa copine dans le vestiaire du théâtre d'avant-garde où elle se produit, il semble que ce soit un homme qu'il embrasse passionnément sur la bouche, jusqu'à ce que Friedkin inverse l'angle de vue ».
Dans Point Blank (2019), Police fédérale, Los Angeles est visionné par le personnage de Big D, qui dans un autre moment, regarde Le Convoi de la peur, autre film réalisé par Friedkin, disant que le film est le meilleur jamais réalisé, et que « il aurait dû être numéro 1 quand il est sorti, mais les gens ont préféré des sabres laser », en référence à Star Wars.